# Дайна Ополскайте
Дайна Ополскайте (на литовски: Daina Opolskaitė) е литовска учителка и писателка на произведения в жанровете драма и младежка литература.

## Биография и творчество
Дайна Ополскайте е родена на 18 юли 1979 г. във Вилкавишкис, Литва.
Завършва през 2002 г. с бакалавърска степен специалност литовска филология и педагогика във Вилнюския педагогически университет (сега Академия за образование на университета „Витаутас Магнус“). След дипломирането си работи като учител по литовски език и литература в гимназията „Пилвишка Сантака“ във Вилкавишкис.
Първите ѝ разкази са рубликувани през 1998 и 1999 г. През 2000 г. прави своя литературен дебют със сборника с разкази „Drožlės“ (Пържени картофи). Сборникът получава наградата на Съюза на литовските писатели за най-добра първа книга.
Става известна със своите произведения, разкази и романи, за деца и юноши. В периода 2015 – 2018 г. е авторка на 3 романа за юноши. През 2016 г. получава награда за детска литература. През 2017 г. романът ѝ „Ir vienąkart, Riči“ (И едно време, Ричи) става книга на годината. През 2018 г. печели наградата за литература „Антанас Вайчиулайтис“ (на името на писателя Антанас Вайчиулайтис) за своите разкази.
През 2019 г. е издаден сборникът ѝ с разкази „Dienų piramidės“ (Пирамидите на дните). В разказите тя поставя въпросите за човешкото съществуване, любовта, свободата на личността, Бог и съдбата, в присъствието на които животът на съвременния човек се възприема като най-голямото постижение. Те отразяват какво се променя в света на хората с течение на времето, смесват визуалния свят и магическия реализъм. Същата година книгата получава наградата за литература на Европейския съюз, а разказът от сборника „Ateik per ledą“ (Елате през леда) получава литературната награда „Юргис Кунчинас““ (на името на писателя Юргис Кунчинас).
Дайна Ополскайте живее със семейството си във Вилкавишкис.

## Произведения

### Самостоятелни романи
- Eksperimentas gyventi (2015)
- Ir vienąkart, Riči (2016)
- Užraktas (2018)

### Сборници
- Drožlės (2000)
- Dienų piramidės (2019) – награда за литература на Европейския съюз